# Or et Poison
Pour plus de détails, voir Fiche technique et Distribution.
Or et Poison (Don't Marry for Money) est un film américain réalisé par Clarence Brown, sorti en 1923.

## Synopsis
Une femme épouse un millionnaire mais découvre que sa nouvelle vie ne satisfait pas ses ambitions amoureuses. Elle commence un flirt avec un autre homme, sans se rendre compte qu'il est spécialisé dans la compromission des femmes riches, puis dans leur chantage. Son mari finit par la sauver à temps.

## Fiche technique
- Titre : Or et Poison
- Titre original : Don't Marry for Money
- Réalisation : Clarence Brown
- Scénario : Louis D. Lighton et Hope Loring
- Pays d'origine : États-Unis
- Format : Noir et blanc - 1,33:1 - Film muet
- Genre : drame
- Date de sortie : 1923

## Distribution
- House Peters : Peter Smith
- Rubye De Remer : Marion Whitney
- Aileen Pringle : Edith Martin
- Cyril Chadwick : Crane Martin
- Christine Mayo : Rose Graham
- Wedgwood Nowell : l'inspecteur
- George Nichols : Amos Webb
- Hank Mann : un explorateur
- Charles Wellesley : Alec Connor